# Hannah Martin
Hannah Martin (27 de junio de 1988) es una deportista estadounidense que compite en judo.
Ganó una medalla de bronce en los Juegos Panamericanos de 2019 y cuatro medallas de bronce en el Campeonato Panamericano de Judo entre los años 2013 y 2023.

## Palmarés internacional
| Juegos Panamericanos    | Juegos Panamericanos      | Juegos Panamericanos | Juegos Panamericanos |
| Año                     | Lugar                     | Medalla              | Categoría            |
| ----------------------- | ------------------------- | -------------------- | -------------------- |
| 2019                    | Lima (Perú)               | Medalla de bronce    | –63 kg               |
| Campeonato Panamericano |                           |                      |                      |
| Año                     | Lugar                     | Medalla              | Categoría            |
| 2013                    | San José (Costa Rica)     | Medalla de bronce    | –63 kg               |
| 2017                    | Ciudad de Panamá (Panamá) | Medalla de bronce    | –63 kg               |
| 2019                    | Lima (Perú)               | Medalla de bronce    | –63 kg               |
| 2023                    | Calgary (Canadá)          | Medalla de bronce    | –63 kg               |